# Cristian Romero
Cristian Gabriel Romero (født 27. april 1998) er en argentinsk professionel fodboldspiller, som spiller for Premier League-klubben Tottenham Hotspur og for Argentinas landshold.
Han debuterede for det argentinske landshold i 2021 og var en del af holdet, der vandt Copa América 2021.
Han spillede en vigtig rolle på det argentinske landshold der vandt VM i fodbold 2022, hvor han spillede alle kampene.
I Premier League-sæsonen 2023/24 har han været en vigtig del af Ange Postecoglous Tottenham Hotspur F.C. mandskab, hvor han var nomineret til oktobers Premier League Player of the Month.[kilde mangler]